# Kransvederkruid
Kransvederkruid (Myriophyllum verticillatum) is een vaste waterplant die behoort tot de vederkruidfamilie (Haloragaceae). De landvorm komt echter ook vaak voor en komt ook in bloei. De soort staat op de Nederlandse Rode lijst van planten als vrij zeldzaam en stabiel of iets toegenomen. De plant komt van nature voor in de gematigde en koele streken op het noordelijk halfrond en in Zuid-Amerika. Het aantal chromosomen is 2n = 14.
De donkergroene stengels worden 50-500 cm lang en zijn meestal weinig vertakt. De stengel heeft op de knopen geen aanhangsels. De in vier tot zes kransen staande, 3–5 cm lange bladeren hebben geen waslaagje. De veerdelige bladeren hebben acht tot tien paar 3-5 cm lange bladslippen. De ondergedoken bladeren hebben 15–25 mm brede bladslippen. Bij de niet ondergedoken bladeren zijn ze veel breder.  De steelblaadjes zijn handvormig gedeeld. Dit in tegenstelling tot die van teer vederkruid en aarvederkruid. De plant vormt geelgroene turions.
De plant bloeit van juni tot in augustus met in kransen staande, lichtgroene tot roze bloemen, die in een rechte, 4-15 cm lange, boven het water uitstekende tros zitten. De kroonbladen zijn scherp gezaagd en vallen pas na de bloei af. Elke bloemkrans heeft vier kruisgewijs staande schutblaadjes. De bloemen zijn tweeslachtig en hebben acht meeldraden. De bovenste schutbladen zijn veel langer dan de bloemen. De onderste schutbladen hebben een brede bladschijf en zijn tot 2 cm lang. De schutbladen (luchtbladen) zijn veerdelig en hebben acht tot tien paar slippen.
Het vruchtbeginsel is onderstandig en heeft vier, zittende, lang behaarde stempels.
De bruine, ronde, gladde, vierhokkige, tot 3 mm grote vrucht is een vierdelige splitvrucht.
Kransvederkruid komt voor in stilstaand, maar soms ook in stromend, zoet water in vooral laagveen en rivierklei gebieden. Ook komt de plant op het land voor.

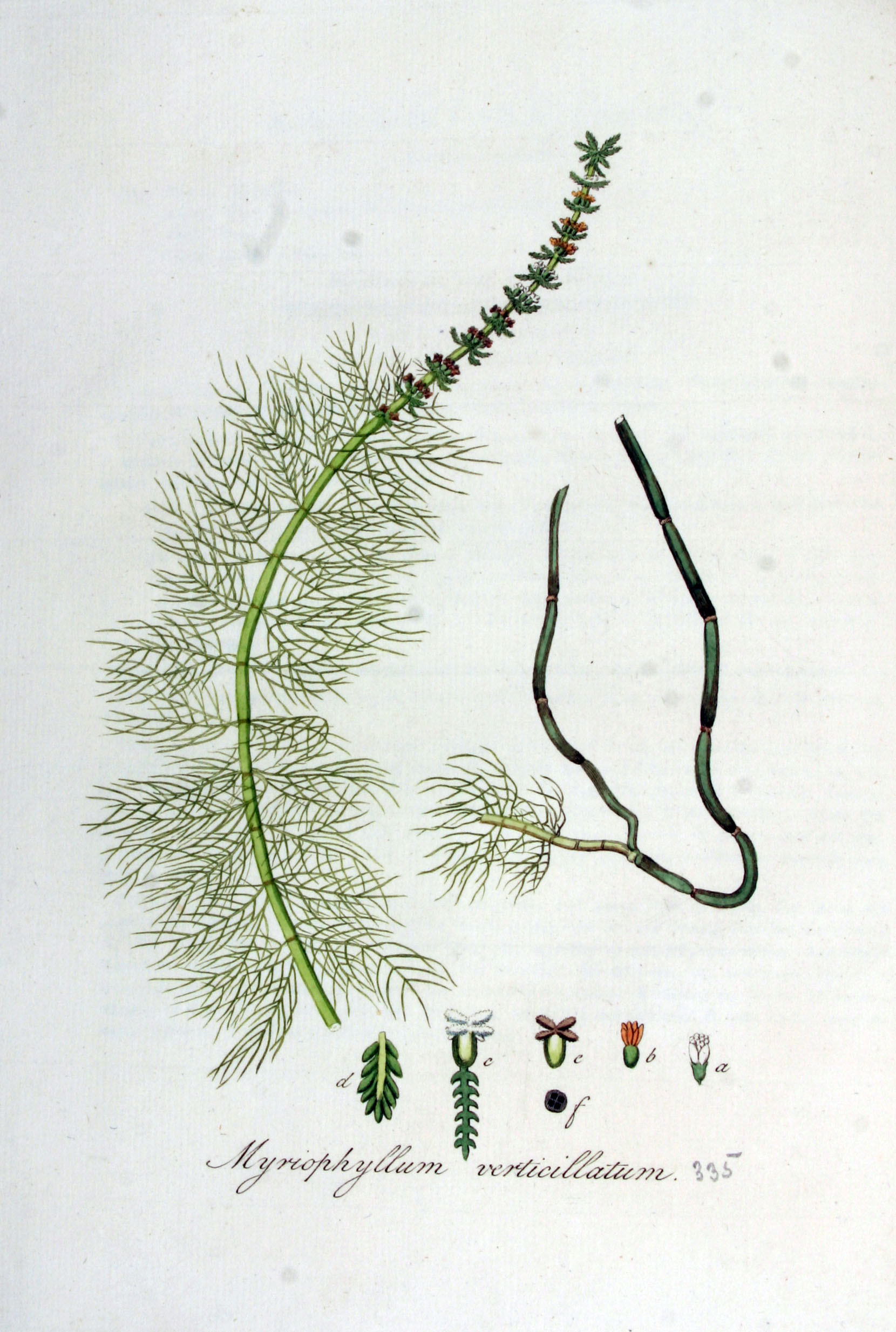
Kransvederkruid

## Namen in andere talen
- Duits: Quirliges Tausendblatt
- Engels: Whorled Milfoil, Whorled Water Milfoil, Whorl-Leaf Watermilfoil
- Frans: Myriophylle verticillé